# Mettä-Askijärvi
Mettä-Askijärvi är en sjö i Övertorneå kommun i Norrbotten och ingår i Torneälvens huvudavrinningsområde. Sjöns area är 0,03 kvadratkilometer och den befinner sig 177,2 meter över havet.